# Толстая, Анна Ивановна
Графиня А́нна Ива́новна Толста́я (урождённая княжна Барятинская; 5 декабря 1772 — 12 апреля 1825) — сестра действительного камергера князя И. И. Барятинского, жена гофмаршала Н. А. Толстого; близкая приятельница императрицы Елизаветы Алексеевны и мемуаристки графини В. Н. Головиной.

## Биография
Дочь князя Ивана Сергеевича Барятинского (1738—1811), посла в Париже, и принцессы Екатерины Петровны (1750—1811) из Ольденбургского дома. По сведениям великого князя Николая Михайловича её год рождения относится к 1774 году. В других источниках указывается, что она родилась в 1772 году. Подтверждение этому можно найти в переписке князя А. Б. Куракина, один из корреспондентов сообщал ему 8 декабря 1772 года из Петербурга, что «новорожденная дочь князя Ивана Барятинского названа именем Анна».

Воспитывалась вместе с единственным братом Иваном у матери в Петербурге, жившей отдельно от мужа. Княгиня Барятинская занимала высокое положение в свете, попасть в её дом считалось большой честью, к тому же богатство позволяло ей жить широко и пышно. Поэт И. М. Долгоруков был частым гостем княгини Барятинской, он участвовал в её домашних спектаклях и ухаживал за её дочерью Анной. Позднее в своём очерке о княгине Барятинской он писал:
Дочь её была милая и скромная девушка; судя по разным догадкам, можно было думать, что принцесса не воспротивилась бы моему с ней соединению, но я не смел никогда о том и помыслить, по чрезвычайному состоянию наших фортун. Она была богата, я беден. Такие союзы никогда не начинаются с успехом, и все мое знакомство в этом доме началось и кончилось театром.
В 1787 году Анна Ивановна стала женой графа Николая Александровича Толстого (1765—1816). В 1789 году они уехали за границу. За несколько лет Толстые посетили немецкие земли, Италию, Швейцарию, Францию. Анна Ивановна оставила об этом путешествии весьма подробные записки, написанные по-французски. В них она зафиксировала как бытовые подробности, так и описания достопримечательностей и личные впечатления.
С назначением в мае 1793 года графа Толстого камергером при великом князе Александре Павловиче, Анна Ивановна была представлена ко двору. Красивая и симпатичная, по отзыву своей родственницы графини Головиной, при этом застенчивая и молчаливая, графиня Толстая быстро сделалась членом самого интимного кружка при великокняжеском дворе. С этого времени началась тесная дружба её с юной великой княгиней Елизаветой Алексеевной, которая называла её ласково «la longue» (длинная), так как Анна Ивановна была очень высокого роста.

## Личная жизнь
Семейная жизнь графини Анны Ивановны не была счастливой. После сильного горя, связанного с кончиной в 1798 году её младшей дочери Евдокии, между ней и мужем произошла размолвка. В конце 1799 года британский посланник в России Чарльз Уитворт, который вместе со своей любовницей Ольгой Александровной Жеребцовой участвовал в заговоре против императора Павла I попытался сблизиться с окружением великого князя Александра Павловича, которого заговорщики планировали возвести на престол вместо отца. Зная о близости Толстых к великокняжескому двору дипломат, с согласия своей любовницы (en se concertant pour cet objet с фр. — «по согласию ради этой цели»), завязал бурный роман с Анной Ивановной. Графиня искренне влюбилась в английского посланника, что не осталось незамеченным её мужем и привело к новым ссорам между супругами. Между тем, в результате ухудшения отношений с Великобританией в мае 1800 года лорд Уитворт, был выдворен из России вместе со всеми членами своей миссии.
Ревность мужа, при вспыльчивом и необузданном характере, тяжелые домашние сцены заставили Анну Ивановну решиться на отъезд. Она последовала за возлюбленным за границу почти сразу после его выдворения из России. Для этого ей пришлось прибегнуть к услугам царского камердинера Ивана Павловича Кутайсова который, имея большое влияние на государя, торговал им через свою любовницу — французскую певицу мадам Шевалье. Желающие орденов, должностей, привилегий или почестей платили ей, она передавала деньги и пожелания просителя камердинеру, а тот, улучив благоприятный момент, озвучивал их императору. При посредничестве мадам Шевалье графине Толстой с большим трудом удалось выхлопотать себе разрешение императора на отъезд в Берлин к матери. Там в апреле 1801 года ей стало известно, что лорд Уитворт вступил в Лондоне в брак с леди Арабеллой Дианой Коуп (1767—1825). Как выяснилось, британский посланник был давно знаком с этой привлекательной 34-летней женщиной — супругой, а затем вдовой, своего друга и покровителя Джона Сэквилла, 3-го герцога Дорсета, оставившего ей значительное состояние и годовой доход 13 000 фунтов стерлингов. Вероятно, ещё в России, несмотря на связь с Жеребцовой, Уитворт строил планы женитьбы на вдовствующей герцогине, для чего и выхлопотал себе через Павла I баронский титул. Следует заметить, что соперница Толстой — Жеребцова также находилась в Берлине когда стало известно о свадьбе Уитворта. Эта женитьба, по собственным словам графини «открыла ей глаза на ту пропасть, в которую она была готова броситься», и вскоре Толстая вернулась на родину к мужу.
По возвращении в Россию она присутствовала на коронации императора Александра I в Москве. 22 июля 1804 года была пожалована в кавалерственные дамы ордена св. Екатерины (малого креста). Но вскоре вновь уехала за границу уже с детьми. Много путешествовала по Европе, жила во Франции, годы 1806 и 1807 провела в Вене. Однако Анна Ивановна не порывала отношений с Россией и отношений своих с императрицей, оставаясь её близким другом. Письма к ней императрицы были опубликованы в 1909 году великим князем Николаем Михайловичем.

В 1807 году семейство Толстых вернулось в Россию. В октябре графиня Анна Ивановна с дочерью были представлены в Гатчине императрице Марии Фёдоровне. Представление это объяснялось долговременным их отсутствием в Петербурге. Дружба графини Толстой с французской эмигранткой, принцессой де Тарант, и общение с окружавшим её в Петербурге католическим миром оказали своё действие. Она одна из первых перешла в католичество в числе многих женщин высшего петербургского круга. Перемена религии, слабое здоровье, заставляли графиню Толстую находиться за границей. Она поселилась во Флоренции на собственной вилле. Граф Ф. Г. Головкин писал в ноябре 1816 года из Италии
Когда я хочу отдохнуть ... я удаляюсь к Толстым. Они устроились на окраинах Флоренции, под самыми пушками цитадели, в глубине роскошного сада, откуда, видны все окрестности. Графиня живет там со своим сыном. У них можно найти простой и вкусный стол, разумную беседу, и я могу там обедать каждый день. Графиня все еще очень хороша собою, а её сын, в возрасте тринадцати лет, красив, как картинка... Княгиня Гагарина близкая подруга моей племянницы Толстой, их связывает католицизм. Они находятся во главе светских дам, отступивших от православной церкви, и их неосторожный пыл был причиной изгнания иезуитов из России. Здесь, где они свободно поклоняются Римскому Богу, они соблюдают чрезвычайную сдержанность, а в Петербурге они мечтали о мученичестве, как итальянки мечтают о любовнике.
В декабре 1816 года в Карлсбаде умер муж графини Толстой. Сама она по причине своего плохого здоровья приехать к нему не смогла. Овдовев, графиня Толстая продолжала жить за границей. Страдая от такой же болезни (от рака), что и её подруга графиня В. Головина, Толстая искала спасения между югом Франции и Парижем. Скончалась в Париже 12/24 апреля 1825 года и была погребена на кладбище «Le Calvaire du Mont-Valerien».

## Дети
В браке имела двух сыновей и двух дочерей:
- Екатерина Николаевна (15.08.1789—11.02.1870), воспитывалась вблизи двора, пользовалась постоянным вниманием и расположением императрицы, вращалась в обществе графини В. Н. Головиной и её дочерей. Её имя часто встречается в переписке императрицы Елизаветы Алексеевны и в записках графини Головиной и её дочери, графини Фредро. Была замужем за генерал-лейтенантом князем Константином Ксаверьевичем Любомирским (1786—1870), в браке имела сына и шесть дочерей.
- Евдокия Николаевна (1792—01.01.1798)[12], умерла от оспы, похоронена в Александро-Невской лавре.
- Александр Николаевич (21.09.1795—25.06.1866), был женат на княгине Анне Михайловне Щербатовой, ур. Хилковой (179.—1868); скончался в Ницце.
- Эммануил Николаевич (20.03.1803[13]—1825), крещен 24 апреля 1803 года в Симеоновской церкви на Моховой, крестник императрицы Елизаветы Алексеевны и своего брата Александра; похоронен на Волковом лютеранском кладбище в Петербурге.

- С мужем и сыном Александром
- С дочерью и сыном Эммануилом
- Дочь Екатерина 
и сын Эммануил
- Эммануил Толстой